# HD 47270
HD 47270 è una stella gigante arancione di magnitudine 6,36 situata nella costellazione dell'Auriga. Dista 663 anni luce dal sistema solare.

## Osservazione
Si tratta di una stella situata nell'emisfero celeste boreale. La sua posizione moderatamente boreale fa sì che questa stella sia osservabile specialmente dall'emisfero nord, in cui si mostra alta nel cielo nella fascia temperata; dall'emisfero australe la sua osservazione risulta invece più penalizzata, specialmente al di fuori della sua fascia tropicale. Essendo di magnitudine pari a 6,4, non è osservabile ad occhio nudo; per poterla scorgere è sufficiente comunque anche un binocolo di piccole dimensioni, a patto di avere a disposizione un cielo buio.
Il periodo migliore per la sua osservazione nel cielo serale ricade nei mesi compresi fra dicembre e maggio; nell'emisfero nord è visibile anche all'inizio dell'estate, grazie alla declinazione boreale della stella, mentre nell'emisfero sud può essere osservata limitatamente durante i mesi della tarda estate australe.

## Caratteristiche fisiche
La stella è una gigante arancione; possiede una magnitudine assoluta di -0,18 e la sua velocità radiale negativa indica che la stella si sta avvicinando al sistema solare.